# Bagre-pintado
O bagre-pintado (Pimelodus maculatus) é uma espécie brasileira de bagre da família dos pimelodídeos. Também recebe os nomes populares de bagre-branco, curiacica-da-branca, mandi, mandi-amarelo, mandi-casaca, mandi-do-salgado, mandijuba, mandi-pintado, manditinga, mandiú, mandiúba e mandiúva.
Esse peixe possui características que lhe garantem um bom encaixe em locais com diferentes condições climáticas, devido a sua grande variedade alimentar e comportamento oportunista, o que lhe permite explorar todos os níveis tróficos dos biogeocenoses aquáticos. É bastante adorado na culinária e, por não exigir muitas técnicas, na pesca esportiva. Apresenta uma esperança de vida de 8 anos.
Tem como espécie simpátrica a Pimelodus platicirris, que por apresentarem padrões morfológicos parecidos tem sido erroneamente confundidas, se diferenciando pelos padrões de coloração e alguns aspectos morfológicos como altura da nadadeira adiposa, comprimento e altura do corpo.

## Morfologia
Esses peixes são de couro, apresentam grandes variações cromáticas e até estruturais, dispõem de um porte médio, podendo chegar a um comprimento de 40 cm e um peso de até 3 kg. Esses indivíduos são mais altos no início da nadadeira dorsal, estreitando em direção a nadadeira caudal e a cabeça, que têm forma de cone, onde os olhos estão localizados na lateral. Possui na região dorsal uma coloração de tom pardo, passando para um tom amarelo nos flancos, como o próprio nome diz, e branca no ventre. Possui de 3 a 5 séries de manchas escuras espalhadas pelo seu corpo. Apresenta espinhos nas nadadeiras dorsal e peitoral, que podem causar bastante dor, inchaço e febre.

## Distribuição geográfica e habitat
É uma espécie de peixe de água doce e de grande distribuição geográfica, encontra-se na América do Sul: nas bacias hidrográficas dos rios Paraná e São Francisco, de onde é nativo. Mas também pode ser encontrado na Amazônia, Guianas, Venezuela, Peru, Bolívia, Paraguai, Argentina, Bacia do Paraná, do Prata, Rio Uruguai e Rio Iguaçu.  Por estar muito presente em bacias hidrográficas usadas na produção de energia hidrelétrica, esses peixes são uma das espécies mais atingidas quando se trata da manutenção e operação das turbinas.
O bagre-pintado habita na calmaria das margens dos rios, locais com cascalho e areia no fundo.

## Dieta e hábitos alimentares
É uma espécie onívora e oportunista, que durante todo o ano consome principalmente insetos aquáticos, mas também se alimenta de peixes, frutos, algas, moluscos, sementes, e folhas. Apresenta mudança em sua dieta de acordo com a estação, com maior atividade de alimentação entre o final do verão e o começo do outono, como reflexo da estratégia de recuperação devido ao processo fisiológico da maturação das gônadas, que atinge seu ápice no verão.

## Comportamento
Esses peixes apresentam um comportamento pacífico, podendo sobreviver em aquários comunitários desde que não apresente peixes tão pequenos que caibam em sua boca ou tão grandes, que possam comer ele e acabarão se engasgando com os espinhos venenosos, podendo levar a morte dos dois organismos. São menos tímidos quando colocados em grupo.
Estão incluídos na Lista Vermelha da Bahia, que avalia o estado de conservação da flora e fauna do Estado da Bahia.

## Reprodução
São indivíduos ovíparos, cujo embrião se desenvolve dentro de um ovo em ambiente externo sem ligação com o corpo da mãe, assim como a maioria dos peixes. O seu período reprodutivo coincida com a época mais quente e mais chuvosa do ano. Eles não conseguem se reproduzir em reservatórios, daí a importância de permanecer em seu habitat. Preferem desovar em pequenos afluente e Depois que os filhotes nascem, eles não cuidam mais da prole.

## Conservação
O bagre pintado tem sido submetido às ações antrópicas, especialmente em função da construção de barragens hidrelétricas, já que esses peixes são facilmente encontrados em bacias hidrográficas usadas na produção de energia hidrelétrica. Para pesquisadores, essas barragens e seus reservatórios modificam o curso natural, doa rios e alteram sua feição lótica, causando perdas e surgimentos de novos habitats. Porém, a Cemig (Companhia Energética  de Minas Gerais), criou em 2007 o Programa Peixe Vivo, com a visão  de que era necessário adotar medidas efetivas e em logo prazo afim de preservar os peixes das bacias onde a empresa possui empreendimentos, eles buscaram reduzir os impactos que as usinas causam sobre os peixes.

## Bibliografía
- Eschmeyer, William N., ed. 1998. Catalog of Fishes. Special Publication of the Center for Biodiversity Research and Information, núm. 1, vol. 1-3. California Academy of Sciences. San Francisco, Califórnia, Estados Unidos. 2005. ISBN 0-940228-47-5.
- Fenner, Robert M.: The Conscientious Marine Aquarist. Neptune City, Nueva Jersey,Estados Unidos : T.F.H. Publications, 2001.
- Helfman, G., B. Collette, D. Facey: The diversity of fishes. Blackwell Science, Malden, Massachusetts, Estados Unidos, 1997.
- Moyle, P., J. Cech.: Fishes: An Introduction to Ichthyology, 4a. edición, Upper Saddle River, Nueva Jersey, Estados Unidos: Prentice-Hall, 2000.
- Nelson, J.: Fishes of the World, 3a. edición. Nueva York, Estados Unidos: John Wiley and Sons, 1994.
- Wheeler, A.: The World Encyclopedia of Fishes, 2a. edición, Londres: Macdonald, 1985.